# Ambroise Guellec
Ambroise Guellec (n. 26 martie 1941) este un om politic francez, membru al Parlamentului European în perioada 2004-2009 din partea Franței. 
1. ↑  Ambroise Guellec, base Sycomore, accesat în 9 octombrie 2017
2. ↑  Deputații în Parlamentul European